# گئورگ سارگسیان
گئورگ سارگسیان (ارمنی: Գևորգ Սարգսյան؛ زادهٔ ۵ اکتبر ۱۹۸۱) رهبر ارکستر اهل ارمنستان است. 
وی برنده جایزه بنیاد سر گئورگ سالتی در سال ۲۰۰۶ شد. گئورگ سارگسیان یکی از مشهورترین هنرمندان ارمنی نسل خود به‌شمار می‌رود. سارگسیان در شهر ایروان به دنیا آمد. وی از کنسرواتوار دولتی کومیتاس ایروان فارغ‌التحصیل شده‌است. از سال ۲۰۰۲ ماسترو سارگسیان رهبر افتخاری تالار ارکستر جوانان ایروان می‌باشد. در سال ۲۰۰۵ به عنوان معاون رئیس و رهبر آکادمی ملی اپرا و بالت نمایشی ارمنستان برگزیده شد. سارگسیان یک هنرمند با درجه استادی مرکز موسیقی ارمنستان می‌باشد. وی هم‌اکنون در سنگاپور زندگی و فعالیت می‌کند.